# Papirus 84
Papirus 84 (według numeracji Gregory-Aland), oznaczany symbolem {\displaystyle {\mathfrak {P}}^{84}} – grecki rękopis Nowego Testamentu, spisany w formie kodeksu na papirusie. Paleograficznie datowany jest na VI wiek. Zawiera fragmenty Ewangelii Marka oraz Jana.

## Opis
Zachowały się fragmenty Ewangelii Marka (2,2-5.8-9; 6,30-31.33-34.36-37.39-41) oraz Ewangelii Jana (5,5; 17,3.7-8).

## Tekst
Tekst grecki kodeksu reprezentuje aleksandryjską tradycję tekstualną z naleciałościami tekstu bizantyjskiego. Kurt Aland zaklasyfikował go do kategorii III, zaznaczając przy tym, że zawiera nieco z V kategorii).

## Historia
Tekst rękopisu nie został dotąd opublikowany. Aland umieścił go na liście rękopisów Nowego Testamentu, w grupie papirusów, dając mu numer 84.
Rękopis datowany jest przez INTF na VI wiek.
Nie jest cytowany w krytycznych wydaniach Nowego Testamentu (NA27, UBS4).
Obecnie przechowywany jest w bibliotece Katholieke Universiteit Leuven (P. A. M. Khirbet Mird 4, 11, 26, 27) w Leuven.